# Criconema loofi
Criconema loofi is een rondwormensoort uit de familie van de Criconematidae. De wetenschappelijke naam van de soort is voor het eerst geldig gepubliceerd in 1967 door De Grisse.